# Aliança Democrática (Chipre)
A Aliança Democrática  (Δημοκρατικός Συναγερμός ou Dimokratikós Sinagermós, DISY) é um partido político do Chipre.
O partido foi fundado em 1976 por Gláfkos Klerídis.
Ideologicamente, o partido segue uma linha conservadora e democrata-cristã, defendendo a liberalização económica, defensor da adesão de Chipre à NATO e à União Europeia. 
A nível internacional, o partido é membro da Internacional Democrata Centrista, da União Internacional Democrata e do Partido Popular Europeu.

## Programa e ideologia
DISY está dividido entre uma ala nacionalista e violentamente anticomunista e uma tendência liberal. O programa do partido baseia-se principalmente em comércio livre, na redução de impostos directos (imposto sobre as sociedades ou imposto sobre o rendimento) e no aumento de indirectos (especialmente sobre consumo), na redução de défice público, no apoio à política externa EUA e NATO. A sua base eleitoral é principalmente a classe média, homens de negócios e trabalhadores de colarinho branco.'

## Resultados eleitorais

### Eleições presidenciais
| Data | Candidato apoiado  | 1ª Volta | 1ª Volta | 1ª Volta     | 2ª Volta | 2ª Volta | 2ª Volta     |
| Data | Candidato apoiado  | CI.      | Votos    | %            | CI.      | Votos    | %            |
| ---- | ------------------ | -------- | -------- | ------------ | -------- | -------- | ------------ |
| 1983 | Glafkos Klerides   | 2.º      | 104 294  | 33,9 / 100,0 |          |          |              |
| 1988 | Glafkos Klerides   | 1.º      | 111 504  | 33,3 / 100,0 | 2.º      | 157 228  | 48,4 / 100,0 |
| 1993 | Glafkos Klerides   | 2.º      | 130 663  | 36,7 / 100,0 | 1.º      | 178 945  | 50,3 / 100,0 |
| 1998 | Glafkos Klerides   | 2.º      | 158 763  | 40,1 / 100,0 | 1.º      | 206 879  | 50,8 / 100,0 |
| 2003 | Glafkos Klerides   | 2.º      | 160 724  | 38,8 / 100,0 |          |          |              |
| 2008 | Ioannis Kasoulidis | 1.º      | 150 996  | 33,5 / 100,0 | 2.º      | 210 195  | 46,6 / 100,0 |
| 2013 | Nicos Anastasiades | 1.º      | 200 591  | 45,5 / 100,0 | 1.º      | 236 965  | 57,5 / 100,0 |
| 2018 | Nicos Anastasiades | 1.º      | 137 268  | 35,5 / 100,0 | 1.º      | 215 281  | 56,0 / 100,0 |

### Eleições legislativas
| Data | CI. | Votos   | %            | +/- | Deputados | +/-     |
| ---- | --- | ------- | ------------ | --- | --------- | ------- |
| 1976 | 2.º | 63 266  | 27,6 / 100,0 |     | 0 / 35    |         |
| 1981 | 2.º | 92 886  | 31,9 / 100,0 | 4,3 | 12 / 35   | 12      |
| 1985 | 1.º | 107 223 | 33,6 / 100,0 | 1,7 | 19 / 56   | 7       |
| 1991 | 1.º | 122 495 | 35,8 / 100,0 | 2,2 | 20 / 56   | 1       |
| 1996 | 1.º | 127 380 | 34,5 / 100,0 | 1,3 | 20 / 56   | Estável |
| 2001 | 2.º | 139 721 | 34,0 / 100,0 | 0,5 | 19 / 56   | 1       |
| 2006 | 2.º | 127 776 | 30,3 / 100,0 | 3,7 | 18 / 56   | 1       |
| 2011 | 1.º | 138 682 | 34,3 / 100,0 | 4,0 | 20 / 56   | 2       |
| 2016 | 1.º | 107 825 | 30,7 / 100,0 | 2,6 | 18 / 56   | 2       |

### Eleições europeias
| Data | CI. | Votos   | %            | +/- | Deputados | +/-     |
| ---- | --- | ------- | ------------ | --- | --------- | ------- |
| 2004 | 1.º | 94 355  | 28,2 / 100,0 |     | 2 / 6     |         |
| 2009 | 1.º | 109 209 | 35,7 / 100,0 | 7,5 | 2 / 6     | Estável |
| 2014 | 1.º | 97 732  | 37,8 / 100,0 | 2,3 | 2 / 6     | Estável |